# هنریک ماخالیتسا
هنریک ماخالیتسا (لهستانی: Henryk Machalica؛ ‏ ۱۸ ژوئن ۱۹۳۰ – ۱ نوامبر ۲۰۰۳) بازیگر اهل لهستان بود.
از فیلم‌ها یا مجموعه‌های تلویزیونی که وی در آن‌ها نقش داشته‌است، می‌توان به اسکادران، مادام کاملیا، سرگذشت استاد تواردوفسکی، صفر-هفت، به‌گوشم و شور اشاره نمود.